# Алджер (остров)
Алджер — необитаемый остров архипелага Земля Франца-Иосифа, Приморский район Архангельской области России.
Высшая точка — 429 метров, расположена на юго-западе. На северо-западе находится гора Рихтгофена (404 м). На северо-востоке острова расположена ещё одна вершина, её высота 361 м.
Ото льда свободна лишь юго-восточная часть острова, почвы там песчаные. Протекают несколько небольших ручьёв.
Назван в честь американского писателя Горацио Элджера.

## Купола и ледники
Около половины площади острова (северо-западная часть) покрыты двумя ледниками.

## Озёра
Единственное озеро острова расположено у подножия ледника, почти в центре острова.

## Прилегающая акватория
Остров омывается Баренцевым морем.

### Проливы
- пролив Сидорова — с запада отделяет Алджер от острова Брайса.

## Мысы Алджера
- мыс Пологий — крайняя южная точка острова, ближайший к нему остров — остров Мак-Клинтока.

## Ближайшие острова
Мелкие
- остров Матильды

Крупные
- остров Брайса
- остров Брейди
- остров Мак-Клинтока
- остров Нюкомба

## Фотографии
- Алджер. Архивировано из оригинала 12 октября 2016 года. — www.panoramio.com
- Алджер. Архивировано из оригинала 12 октября 2016 года. — www.panoramio.com